# Paul Türoff
Franz Paul Türoff (* 2. Mai 1873 in Ranis, Landkreis Ziegenrück, Provinz Sachsen; † 19. Juni 1942 in Oberkassel, Siegkreis, Rheinprovinz) war ein deutscher Porträtmaler.

## Leben
Türoff, Sohn des evangelischen Versicherungsangestellten Franz Türoff, wuchs in Ranis auf. Er besuchte das Domgymnasium zu Merseburg, das er vor Erreichen der Hochschulreife verließ, um eine Kunstakademie zu besuchen. Am 24. Oktober 1893 schrieb er sich an der Königlichen Akademie der Bildenden Künste in München im Fach Malerei ein. Dort waren Wilhelm von Lindenschmit der Jüngere und Franz Defregger seine Lehrer.
1905 debütierte er auf der Internationale Portraitausstellung in Bremen und in der Nordwestdeutschen Kunstausstellung in Oldenburg. Im Folgejahr war er auf der Großen Berliner Kunstausstellung und in der Deutschen Kunstgewerbe-Ausstellung in Dresden vertreten, wo ein handgeknüpfter Wandteppich von Elisabeth Lindemann nach seinem Entwurf ausgestellt war. 1909 stellte er neben Emil Nolde im Jenaer Kunstverein aus, 1910 im Kölnischen Kunstverein, 1912/1913 in der Bremischen Kunstausstellung.
1907 beteiligte sich Türoff erstmals an Kunstausstellungen im Städtischen Kunstmuseum Villa Obernier in Bonn, in dessen Verwaltungsrat ihn seine Bonner Künstlerkollegen 1908 wählten. Dort fungierte er außerdem als sachverständiger Juror für „Ausstellungsbeschickungen“. Als Mitglied der Bonner Künstler-Vereinigung 1914 setzte er mit seinen Mitstreitern bei der Stadt Bonn durch, dass die Künstlervereinigung in der Villa Obernier auch eigene Ausstellungen organisieren durfte.
1914 zog Türoff in das Lippesche Landhaus nach Oberkassel, wo er sich ein Atelier einrichtete und zu einem der gefragtesten Porträtisten des Bonner Raums avancierte. Bis zum Anfang der 1930er Jahre lebte er dort. In den Jahren 1920–1925, 1928, 1929 und 1931 stellte Türoff auf Frühjahrs- und Herbstausstellungen in der Villa Obernier aus.
Anfang der 1930er Jahre zog sich Türoff aus der Bonner Künstler-Vereinigung 1914, die durch den Rheinischen Expressionismus eine neue künstlerische Tendenz erhalten hatte, zurück und beendete seine Mitgliedschaft. 
Türoffs Bildnismalerei entwickelte sich vom Naturalismus und Post-Impressionismus zu einem Realismus, der von der Neuen Sachlichkeit geprägt war. Vor der Herstellung eines Porträts legte Türoff Wert darauf, die Lebensumgebung der Dargestellten kennenzulernen und Bestandteile davon in die Bildnisse einfließen zu lassen. So lebte er 1936 etwa für einige Wochen auf dem Familiengut von Georg von Heydebrand und der Lasa (1889–1964) in Klein Tschunkawe (1936–1945: Preußenfeld) bei Militsch, Provinz Niederschlesien, um ihn und dessen Gemahlin Sigrid, geborene Gräfin von Waldersee (1895–1976), in Einzelgemälden zu porträtieren.

## Werke (Auswahl)

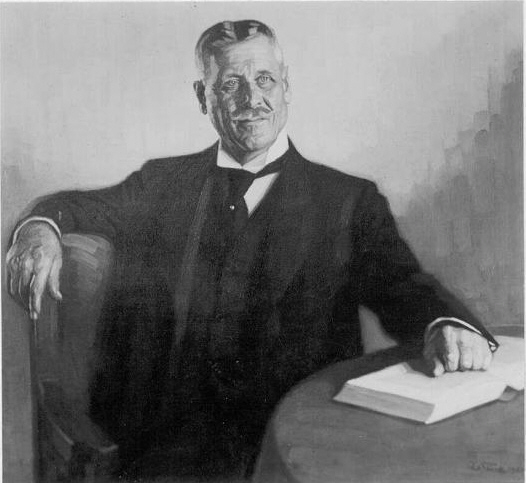
Bildnis Edmund ter Meer (Schwarz-Weiß-Abbildung), um 1922

- Bildnis Wilhelm Spiritus, 1908, Stadtmuseum Bonn
- Bildnis Wilhelm Geelen (1873–1927), 1909
- Bildnis Armgard Geelen, geb. van Gal (1875–1957), 1909
- Bildnis Anton Dengler, vor 1914
- Bildnis Edmund ter Meer, um 1922
- Porträt eines Herren mit Zigarre, 1926
- Bildnis Emil Pfennigsdorf, 1929
- Bildnis Paula Ringsdorff (1861–1939), 1930, Stadtmuseum Bonn
- Bildnis Elisabeth v. Winterfeld, geb. Moser v. Filseck, 1933
- Bildnis Jutta von Richthofen, geb. von Selchow (1896–1991), 1936
- Bildnis Walter von Sanden, 1938
- Bildnis Hans Ringsdorff, 1941, Stadtmuseum Bonn